# Памп-трек
Памп-трек (pump track, от англ. pump — качать и англ. track — трасса) — специальная велосипедная трасса, представляющая собой чередование ям, кочек и контруклонов и не содержащая ровных участков. Особенность памп-треков заключается в том, что набор и поддержка скорости осуществляется не за счёт вращения педалей, а с помощью специальной техники прохождения («прокачки») волн — в ямы велосипед «вжимается», на кочках «расслабляется».

Трасса обычно имеет относительно небольшую длину (десятки метров) и делается кольцевой. Возможны развилки и перекрёстки для организации разнообразных маршрутов прохождения.

Для катания по памп-треку лучше всего подходят лёгкие, дёртовые, горные велосипеды или BMX.

Соревнования предполагают прохождение определённого маршрута на трассе за минимальное время.

## История
Прообразом современных памп-треков послужили BMX-треки 70-х—80-х годов. Современные памп-треки были изобретены австралийскими даунхиллерами, построившими в 2003 году первую подобную трассу, на которой можно было ехать в гору не вращая педали, а разгоняясь только на контруклонах.
В 2005 году памп-трек впервые появляется в велосипедном фильме «Earthed 2».

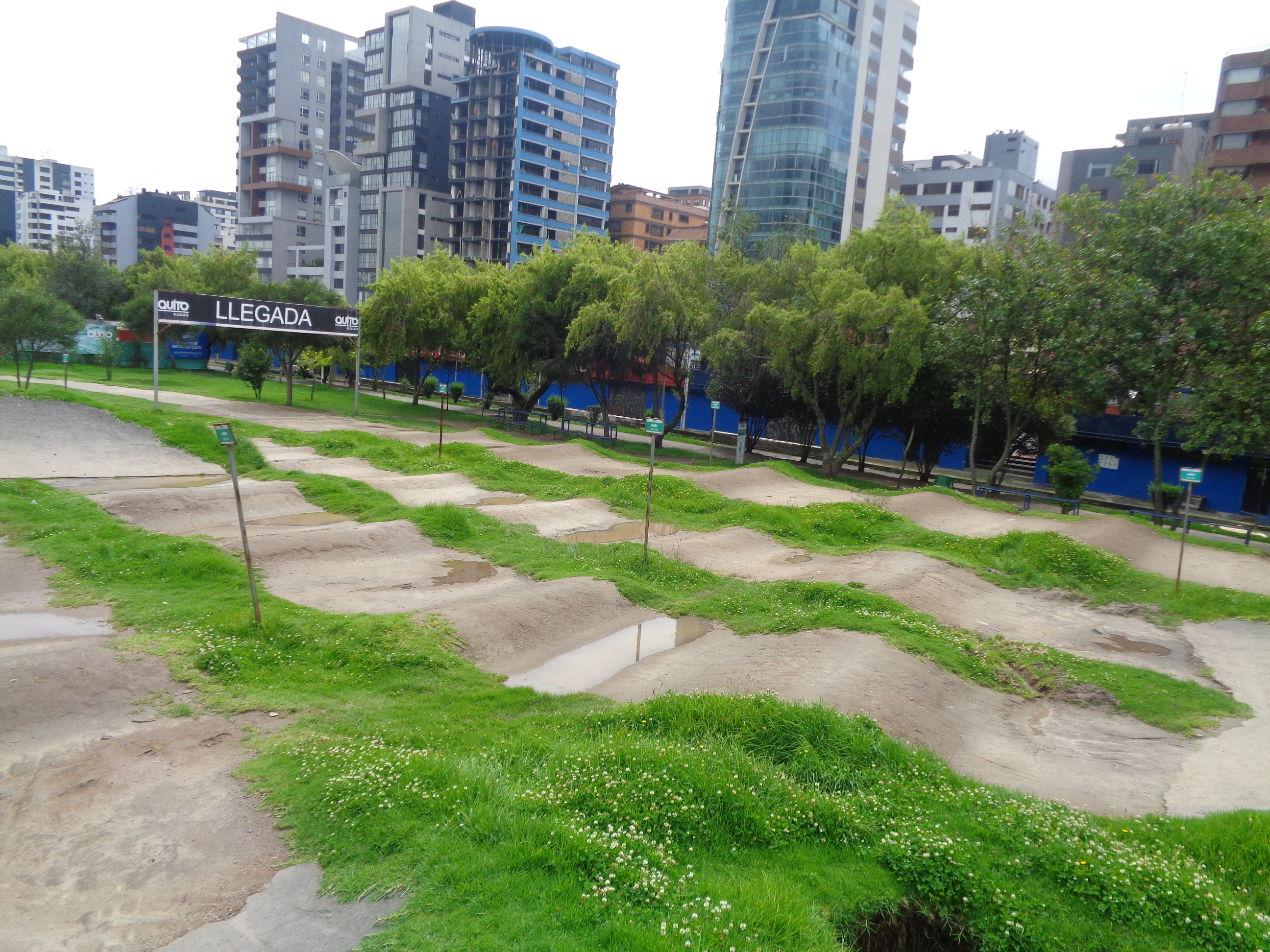
Памп-трек Кито Эквадор